# Блек (певец)
Колин Върнкомб (на английски: Colin Vearncombe), известен с псевдонима Блек (на английски: Black), е английски певец и текстописец. Става известен през 1987 г. със своя хитов сингъл Wonderful Life.

## Биография
Колин Върнкомб е роден на 26 май 1962 г. в Ливърпул. Първото излизане на сцена прави на Нова година 1981 г., когато изпява Human Features (собствен сингъл, невключен в албум). Следва More than the Sun, а после започва да записва с WEA Records.
През 1986 г. издава албума „Чудесен живот“ (съдържащ сингъла Wonderful Life) и подписва с A&M Records. Следващите му песни също са начело в боксофисите, но не могат да изпреварят Wonderful Life.
Създава собствен лейбъл – Nero Schwarz. Има общо 14 албума.

### Смърт
На 19 януари 2016 г. Върнкомб претърпява автомобилна катастрофа близо до летището на Корк в Ирландия и е поставен в изкуствена кома, заради сериозните наранявания по главата му. Умира от раните си в интензивното отделение на Университетската болница в Корк на 26 януари 2016 г. на 53-годишна възраст. До смъртта си е женен за оперната певица Камила Грайсъл, от която има три деца. Тленните му останки са кремирани на 4 февруари 2016 г. в Ливърпул.

## Сингли
- Human Features (1981)
- More Than The Sun (1982)
- Hey Presto (1984)
- More Than The Sun (1984)
- Wonderful Life (1986)
- Everything's Coming Up Roses (1987)
- Sweetest Smile (1987)
- Wonderful Life (преиздаден) (1987)
- I'm Not Afraid (1987)
- Paradise (1988)
- The Big One (1988)
- You're A Big Girl Now (1988)
- Now You're Gone (1989)
- Feel Like Change (1991)
- Here It Comes Again (1991)
- Fly Up to the Moon (с участието на Sam Brown) (1991)
- Don't Take the Silence Too Hard (1993)
- Wishing You Were Here (1993)
- Just Like Love (1993)